# عصر یخبندان (فیلم ۱۳۹۳)
عصر یخبندان فیلمی به کارگردانی و نویسندگی مصطفی کیایی و تهیه‌کنندگی منصور لشکری قوچانی ساخته سال ۱۳۹۳ است.

## داستان
«منیره» و «بابک» زن و شوهری هستند که پس از ۱۲ سال زندگی مشترک و داشتن یک فرزند، روابطشان به سردی کشیده است. «منیره» که از وضعیت موجود ناراضی است، برای فرار از شرایط رو به مواد مخدر و رابطه با مردی به نام «فرید» می‌آورد. در این وضعیت «بابک» نیز به زن خودش شک می‌کند و...

## بازیگران
| بازیگر         | نقش               |
| -------------- | ----------------- |
| مهتاب کرامتی   | منیره (لیدا)      |
| بهرام رادان    | فرید              |
| فرهاد اصلانی   | بابک              |
| سحر دولتشاهی   | عسل               |
| آنا نعمتی      | مهتاب             |
| محسن کیایی     | سعید              |
| مینا ساداتی    | ستاره             |
| ژاله صامتی     | افسانه مجیدی      |
| بابک بهشاد     | فرهاد سرلک        |
| صدف طاهریان    | پریچهر            |
| پوریا رحیمی‌سام | مجید              |
| مهری آل آقا    | مادر منیره (لیدا) |

## جوایز

### سی و سومین جشنواره فیلم فجر
| قسمت                          | نامزد              | نتیجه             | جایزه        |
| ----------------------------- | ------------------ | ----------------- | ------------ |
| بهترین کارگردانی              | مصطفی کیایی        | نامزدشده          |              |
| بهترین بازیگر نقش اول زن      | مهتاب کرامتی       | نامزدشده          |              |
| بهترین بازیگر نقش مکمل مرد    | محسن کیایی         | نامزدشده          |              |
| بهترین بازیگر نقش مکمل زن     | سحر دولتشاهی       | برنده             | سیمرغ بلورین |
| بهترین بازیگر نقش مکمل زن     | مینا ساداتی        | نامزدشده          |              |
| بهترین فیلمبرداری             | مهدی جعفری         | نامزدشده          |              |
| بهترین تدوین                  | نیما جعفری جوزانی  | برنده             | سیمرغ بلورین |
| بهترین فیلم از نگاه تماشاگران | منصور لشکری قوچانی | دومین فیلم (۳٫۱۰) |              |